# 拉姆島 (蘇格蘭)
拉姆島亦稱朗姆島，是蘇格蘭的島嶼，位於大西洋海域，屬於內赫布里底群島的一部分，面積105平方公里，最高點海拔高度810米，每年降雨量2,689.49毫米，2001年人口僅22。

## 外部連結
- Photos
- Isle of Rum website （页面存档备份，存于）

57°0′N 6°21′W / 57.000°N 6.350°W